# Централна европска олимпијада у информатици
Централна европска олимпијада у информатици (ЦЕОИ) је годишње информатичко такмичење за ученике средњих школа. Сваки од учесника земаља средње Европе (плус једна или две гостујуће државе и локални тим са домаћих простора) шаље екипу, тим од четири такмичара, вођу тима и заменика вође тима. Такмичари се такмиче појединачно, тј. тимски резултат није урачунљив. Конкуренти су бирани преко компјутерског такмичења.
Такмичење се састоји од дводневног компјутерског програмирања и решавања проблема алгоритамске природе. Структура ових такмичарских дана је описана у чланку о Међународна олимпијади у информатици (ИОИ), која служи као узор за проналазак више локалних ЦЕОИ.
Први ЦЕОИ је одржан 1994. године у Румунији (оснивач ЦЕОИ), пет година после првог ИОИ.

## Списак ЦЕОИ сајтова и локација
- CEOI 2013 ће бити одржана у Примоштену, Хрватска.
- CEOI 2012 одржана је у Тати, Мађарска (7 — 13. јула 2012). Земље учеснице: Бугарска, Xрватска, Чешка, Немачка, Мађарска, Пољска, Румунија, Израел, Швајцарска, 
 Холандија, Словачка и Словенија.
- CEOI 2011 одржана је у Гдињи, Пољска (7 — 12. јула 2011). Земље учеснице: Бугарска, Хрватска, Чешка, Немачка, Мађарска, Пољска, Румунија, Словачка, Словенија и Швајцарска.
- CEOI 2010 одржана је у Кошицама, Словачка (12 — 19. јула 2010). Земље учеснице: Бугарска, Хрватска, Чешка, Немачка, Мађарска, Пољска, Румунија, Словачка и Швајцарска.
- CEOI 2009 одржана је у Таргу Мурешу, Румунија (8 — 14. јула 2009). Земље учеснице: Хрватска, Чешка, Немачка, Мађарска, Пољска, Румунија, Словачка, Швајцарска, САД, Србија и Молдавија.
- CEOI 2008 одржана је у Дрездену, Немачка (6 — 12. јула 2008). Земље учеснице:Хрватска, Чешка, Немачка, Мађарска, Израел, Пољска, Румунија, Саксонија и Словачка.
- CEOI 2007 одржана је у Брну, Чешка(1 — 7. јула 2007). Земље учеснице: Хрватска, Чешка, Немачка, Мађарска, Пољска, Румунија, Словачка, Чешка 2 и Брно.
- CEOI 2006 одржана је у Врсару, Хрватска (1 — 8. јула 2006). Земље учеснице: Чешка, Немачка, Мађарска, Пољска, Румунија, Словачка, Хрватска 2 и Хрватска 3.
- CEOI 2005 одржана је у Шарошпатаку, Мађарска (28. јула — 5. августа, 2005). Земље учеснице: Босна и Херцеговина, Хрватска, Чешка Република, Естонија, Француска, Немачка, Мађарска, Пољска, Румунија, Шарошпатак, Словачка, Шпанија и Холандија.
- CEOI 2004 одржана је у Жешову, Пољска (13. јула — 17. јула 2004). Земље учеснице: Босна и Херцеговина, Хрватска, Чешка, Немачка, Мађарска, Пољска, Румунија и Словачка.
- CEOI 2003 одржана је у Минстеру, Немачка (5 — 12. јула 2003). Земље учеснице: Хрватска, Пољска, Чешка, Словенија, Холандија, САД, Мађарска, Словачка, Румунија, Иран, Немачка и Вестфалија.
- CEOI 2002 одржана је у Кошицама, Словачка (30. јуна — 6. јула 2002). Земље учеснице: Аустрија, Хрватска, Чешка, Немачка, Мађарска, Пољска, Румунија, Словачка, Словенија, Холандија и Иран.
- CEOI 2001 одржана је у Залаегерсегу, Мађарска (10 — 17. јула 2001). Земље учеснице:Аустрија, Хрватска, Чешка, Немачка, Мађарска, Пољска, Румунија, Словачка, Словенија, Естонија, Финска, Италија и Холандија.
- CEOI 2000 одржана је у Клуж-Напоки, Румунија (24 — 31. јула 2000). Земље учеснице: Хрватска, Чешка, Немачка, Мађарска, Молдавија, Холандија, Пољска, Румунија, Словачка, Словенија и САД.
- CEOI 1999 одржана је у Брну, Ческа (2 — 9. септембра 1999). Земље учеснице: Босна и Херцеговина, Хрватска, Чешка, Немачка, Мађарска, Пољска, Румунија, Словачка, Словенија и САД.
- CEOI 1998 одржана је у Задру, Хрватска (20 — 27. маја 1998). Земље учеснице: Босна и Херцеговина, Хрватска, Чешка, Немачка, Мађарска, Пољска, Румунија, Словачка и Словенија.
- CEOI 1997 одржана је у Новом Сончу, Пољска (17 — 24. јула 1997). Земље учеснице: Белорусија, Хрватска, Естонија, Немачка, Мађарска, Летонија, Литванија, Холандија, Пољска, Румунија, Словачка, Украјина, САД и Југославија.
- CEOI 1996 одржана је у Братислави, Словачка (9 — 13. октобра 1996). Земље учеснице:Хрватска, Чешка, Мађарска, Пољска, Румунија, Словачка и Словенија.
- CEOI 1995 одржана је у Сегедину, Мађарска (29. маја — 3. јуна 1995). Земље учеснице: Белорусија, Хрватска, Чешка Република, Естонија, Мађарска, Литванија, Пољска, Румунија, Словачка, Украјина и Југославија.
- CEOI 1994 одржана је у Клуж-Напоки, Румунија (27 — 31. маја 1994). Земље учеснице: Хрватска, Чешка Република, Мађарска, Молдавија, Пољска, Румунија, Турска и Југославија.